# Spreng

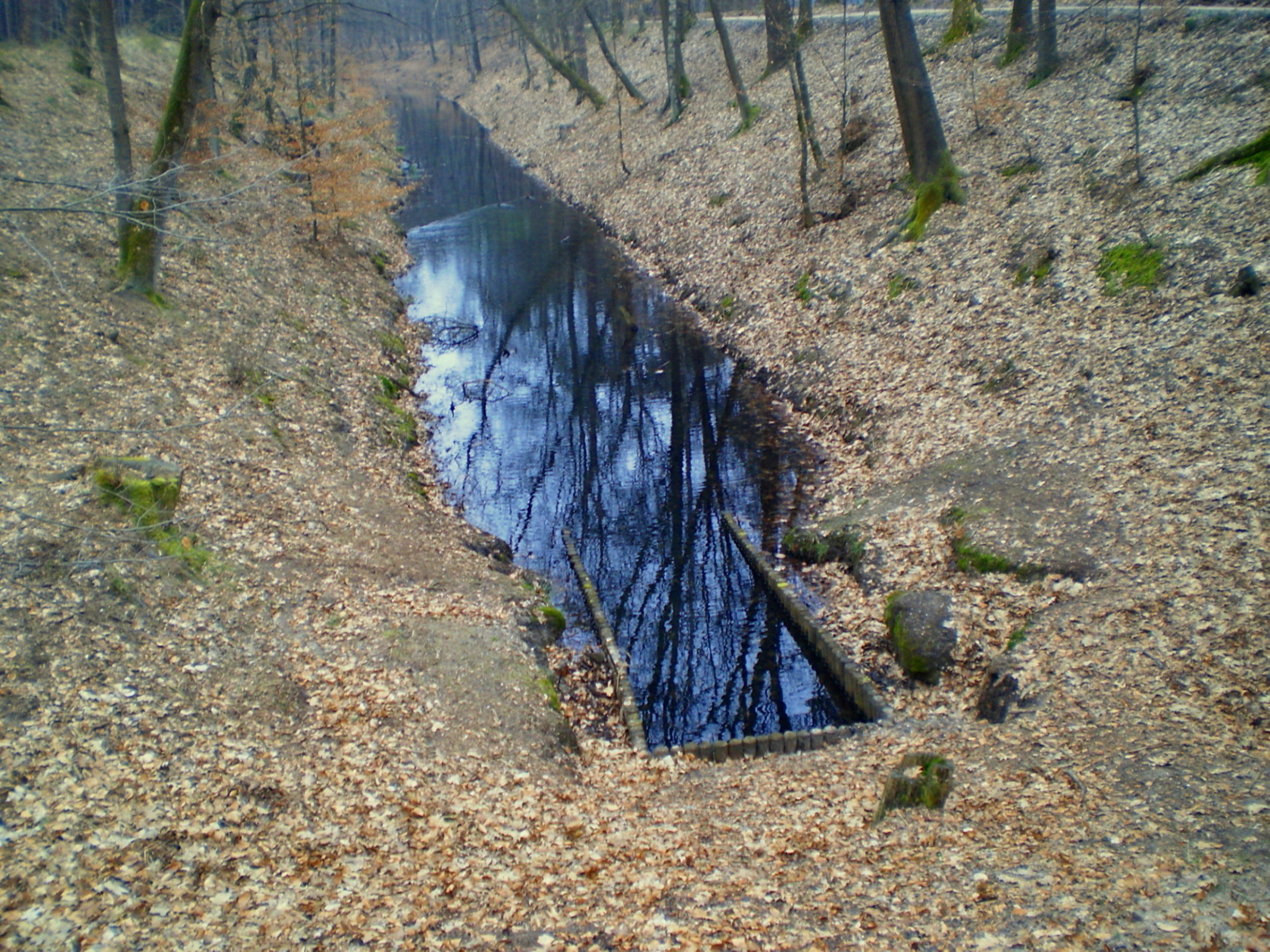
Een van de twee koppen van de Vrijenberger Spreng bij Loenen.

Een spreng, sprang of sprengebeek is een door mensen gegraven of verlegde beek met zodanige gegraven bronnen dat er onder druk staand grondwater aan de oppervlakte wordt gebracht. Op de Veluwe heeft het woord spreng een bijzondere betekenis, spreng wordt hier gebruikt voor een gegraven bron of sprengkop. Een sprengebeek is dan ook een gegraven beek en deze werden met name gebruikt voor de aandrijving van watermolens, voor het maken van papier en/of voor water voor de wasserijen.
Sprengen worden gemaakt door een gat te graven in de helling van een heuvel tot de grondwaterspiegel bereikt is op een plek waar voldoende waterdruk is. Uit deze sprengkop stroomt dan het bronwater eerst naar de oppervlakte en vervolgens door een kanalenstelsel naar de gewenste plek. Soms worden sprengebeken gevormd uit een complex van meerdere sprengkoppen, zoals de koppelsprengen en de heerdersprengen.
Sprengen kunnen water voeren afkomstig uit verschillende aardlagen. Er zijn daarom zowel sprengen met troebel ijzerrijk rood water ('rodolm') en sprengen met helder water. Merkwaardig is, dat veel sprengebeken rood water voeren, terwijl de bijbehorende (dieper uitgegraven) sprengekop geheel helder water voert. De afvoer van zo'n beek hangt voornamelijk af van de druk van het diepe grondwater en is daardoor tamelijk constant.

## Opleiding

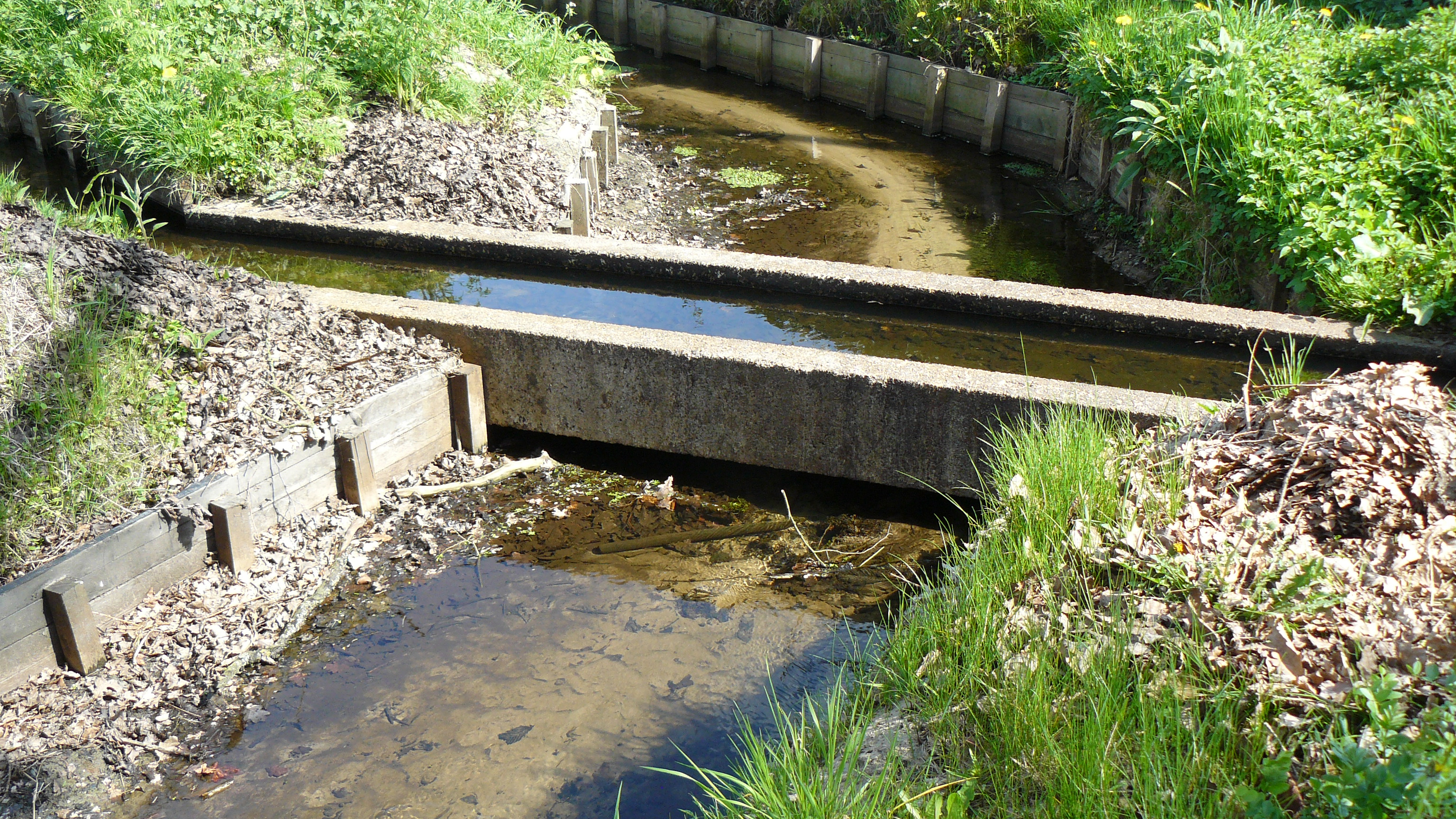
De Loenense Molenbeek en de Stroobroekse Beek kruisen elkaar nabij Loenen via een betonnen aquaduct. Dit aquaduct is geplaatst om te zorgen dat het schone water in de Stroobroekse Beek niet mengde met het water uit de Loenense Molenbeek. De eerste beek werd gebruikt om de grachten van Kasteel Terhorst te voeden.

Soms werden de stroompjes kunstmatig 'opgeleid' ten opzichte van de bodem van een dal. Door zo veel mogelijk de hoogtelijnen te volgen en dus de zijkant van de dalen te zoeken blijft op de plaats van de watermolen zo veel mogelijk verval over. Dit werd zowel met aangelegde als natuurlijke beken gedaan. Van een aantal sprengebeken wordt aangenomen dat ze van oorsprong natuurlijk waren, zoals de Renkumse beek, veel andere zijn volledig mensenwerk. Het 'op hoogte houden' van een spreng kan ertoe leiden dat er een 'ongelijkvloerse kruising' met een andere waterloop nodig is. Zo zijn er een aantal aquaducten op de Veluwe, zoals de kruising van de Loenense Molenbeek en de Stroobroekse Beek bij Loenen en een bij kasteel De Cannenburch bij Vaassen. Bij Loenen vindt men enkele watervallen in de Vrijenberger Spreng. 
Veel sprengen zijn met de komst van de mechanisering overbodig geraakt en verwaarloosd; omdat ze echter een unieke biotoop vormen met een buitengewoon goede waterkwaliteit worden veel sprengen tegenwoordig gerestaureerd en onderhouden. Op de Veluwe is hiervoor de Stichting tot Behoud van de Veluwse Sprengen en Beken actief.
Aan de voet van de duinen aan de Noordzeekust zijn enigszins vergelijkbare gegraven waterlopen: duinrellen. Hier kan kwelwater uit de duinen afstromen naar het lager gelegen land (vaak een polder).

## Flora en fauna
Bijzonder en typerend voor sprengebeken zijn met name paarbladig goudveil (een plantensoort) en het mijtertje, een opvallend gekleurd paddenstoeltje.